# Kendrick Brothers
Kendrick Brothers est une société de production cinématographique de films liés au  christianisme évangélique. Son siège est situé à Albany (Géorgie), aux États-Unis.

## Histoire
Kendrick Brothers a été fondée en 2013 à Albany (Géorgie) par le pasteur baptiste Alex Kendrick, et ses frères Stephen Kendrick et Shannon Kendrick, des cinéastes de Sherwood Pictures . En 2015, la société a sorti son premier film Les Pouvoirs de la prière .  En 2019, elle a sorti Battante . En 2024, elle a sorti The Forge.